# Odă
Oda (din limba greacă: aeidin înseamnă cântec) este o specie a poeziei lirice, alcătuită din strofe cu aceeași formă și cu aceeași structură metrică, în care se exprimă elogiul, entuziasmul sau admirația față de persoane, de fapte eroice, idealuri etc. În unele realizări, oda este înrudită cu imnul. La început, odele erau cântece ale corului din dramele grecești și erau executate cu acompaniament instrumental (de obicei la "liră", de unde și denumirea genului "liric"). Precursori ai odei sunt socotiți "Psalmii" lui David.
În versificație se folosesc strofele alceice (două versuri de unsprezece silabe, urmate de un vers de nouă silabe și unul de zece silabe), respectiv strofele sapphice (trei versuri endecasilabice cu un final adoneic). Această versificație clasică a variat în cursul timpului la diverși poeți.

## Odele în literatura modernă
Forma modernă a odelor își are originea în Renaștere și în Baroc și s-a răspândit în întreaga Europă. Poetul francez Pierre de Ronsard a și realizat sebi ode în stilul lui Pindar și Horațiu, în Anglia sunt de menționat ca autori de ode poeții Edmund Spenser, Ben Jonson, Andrew Marvell și John Milton, mai târziu John Dryden și Alexander Pope. În special romanticii Percy Bysshe Shelley și John Keats au creat ode de un deosebit rafinament stilistic (Ode to the West Wind, Ode on a Grecian Urn). În Germania s-au remarcat în mod deosebit Friedrich Gottlieb Klopstock (Die Frühlingsfeier, An meine Freunde) și Friedrich Hölderlin. "Oda bucuriei" a lui Friedrich von Schiller, pe muzica finalului Simfoniei a IX-a de Ludwig van Beethoven a devenit imnul oficial al Uniunii Europene.   
Cea mai cunoscută odă în limba română este Odă în metru antic (sapphic) de Mihai Eminescu, cu treisprezece redactări consecutive, fiind în varianta originară o odă adresată lui Napoleon Bonaparte. Ultima variantă, cea mai frumoasă, este lipsită de orice referire la acesta.